# Virginia Slims of Washington 1990
Il Virginia Slims of Washington 1990 è stato un torneo di tennis giocato sul sintetico indoor. È stata la 19ª edizione del torneo, che fa parte della categoria Tier II nell'ambito del WTA Tour 1990. Si è giocato a Washington negli USA dal 19 al 25 febbraio 1990.

## Campionesse

### Singolare
Martina Navrátilová ha battuto in finale  Zina Garrison con il punteggio di 6–1, 6–0

### Doppio
Zina Garrison /  Martina Navrátilová hanno battuto in finale  Ann Henricksson /  Dinky Van Rensburg con il punteggio di 6–0, 6–3